# Hortense de Beauharnais
Hortense Eugénie Cécile de Beauharnais (Parijs, 10 april 1783 – Arenenberg in Thurgau, 5 oktober 1837) was koningin van het Koninkrijk Holland door haar huwelijk met Lodewijk Napoleon en de moeder van keizer Napoleon III. Ze was de dochter van Alexandre de Beauharnais en Joséphine Tascher de La Pagerie, later bekend als Joséphine de Beauharnais, die na de executie van haar echtgenoot hertrouwde met Napoleon Bonaparte.
Hortense ontwikkelde in haar jeugd een hechte band met Napoleon en ze werd door haar moeder en hem gedwongen om te trouwen met Lodewijk Napoleon. Hun huwelijk was van begin af aan ongelukkig. In de periode dat Lodewijk Napoleon koning van Holland was verbleef ze dan ook niet al te lang in Holland en woonde ze voornamelijk in Parijs. Na de val van keizer Napoleon werd ze vanwege haar Napoleontische sympathieën bespioneerd door de geallieerden en verkeerde ze een aantal jaren in ballingschap tot dat ze toestemming kreeg om in Zwitserland te wonen.

## Familie
Joséphine de Beauharnais was afkomstig uit de creoolse familie Tascher de la Pagerie en deze behoorde tot belangrijkste families van het eiland Martinique. Dit eiland maakte indertijd deel uit van het Franse koloniale rijk. De familie van Joséphines moeder behoorde tot de rijkste plantagehouders van het eiland, terwijl haar vader de zoon was van een lichtelijk berooide plantagehouder die enige tijd een betrekking aan het hof van Versailles had gehad.
Een tante van Josephine, Edmée, had een affaire gehad met de markies François de Beauharnais, die enige tijd diende als gouverneur van Martinique. Zij vertrok uiteindelijk met hem naar Parijs en tegen het einde van het leven van haar man besloot ze diens zoon, Alexandre, te koppelen aan Joséphine. Op 13 december 1779 traden de twee in het huwelijk.

## Biografie

### Jeugd (1783-1801)
Joséphine beviel op 10 april 1783 van haar tweede kind: Hortense. Om de doopceremonie te kunnen betalen verkocht Joséphine haar juwelen. Alexandre de Beauharnais erkende het kind wel, ondanks dat hij (onterecht) dacht dat het te vroeg geboren kind niet van hem was. Door deze huwelijkscrisis vertrok Joséphine uit het huis van haar echtgenoot. Hortense bleef wel in het ouderlijk huis achter, want ze was nog te jong om te worden weggehaald van haar voedster. In 1785 volgde na een gerechtelijke uitspraak de scheiding tussen de ouders van Hortense en de rechtbank bepaalde dat Joséphine duizend livres kreeg voor de opvoeding van Hortense die tot aan haar huwelijk bij haar moeder zou moeten blijven wonen.
Joséphine nam haar jonge dochter in 1788 mee op reis naar Martinique. Ze verbleven een paar jaar op het eiland tot daar in 1790 een opstand van slaafgemaakten losbarstte. Dit was voor Joséphine de aanleiding om weer terug te keren naar Frankrijk. Kort na hun vertrek werd de opstand neergeslagen.

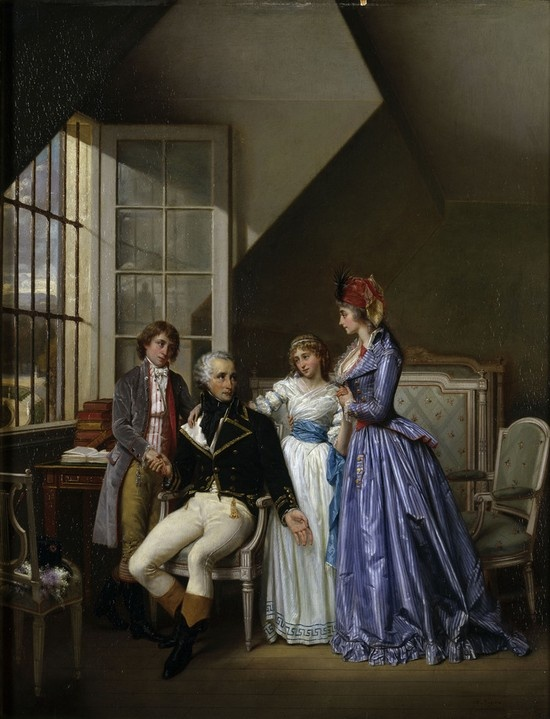
Joséphine brengt met haar kinderen een bezoek aan haar man in de gevangenis, geschilderd door Hector Viger (ca. 1867).

Begin 1792 verbleef Hortense enige periode op het landgoed van de Prince de Salme, een vriend van haar moeder. Alexandre de Beauharnais kwam er achter dat zijn kinderen niet meer in Parijs waren en sommeerde de Prince de Salme om haar terug naar de hoofdstad te sturen naar haar moeder. Aan het einde van dat jaar verhuisde Joséphine naar Croissy-sur-Seine en Hortense ging daar in de leer als kleermaakster. In maart 1794 werd haar vader opgepakt door de autoriteiten en weldra werd ook Joséphine opgepakt. In de periode dat hun ouders in de gevangenis zaten zwierven Hortense en haar broer Eugène alleen op straat in Parijs. Op 23 juni 1794 stierf haar vader Alexandre de Beauharnais onder de guillotine.
In 1795 kreeg Joséphine een relatie met Napoleon Bonaparte en kwam hij met enige regelmaat over de vloer in Joséphines huis aan de Rue Chantereine. Aanvankelijk moesten Hortense en haar broer Eugène niets hebben van de indringer in hun huis, maar ze draaiden bij nadat hij hen spookverhalen begon te vertellen en met hen begon te spelen. Napoleon vond Hortense direct aardig en er ontstond door de jaren heen een diepe vriendschap tussen de twee.
In datzelfde jaar stuurde Joséphine haar dochter naar een meisjesschool die gesticht was en onder leiding stond van Henriette Campan. Hortense zou hier een klimaat van vertrouwen vinden dat haar de ruimte gaf om op te bloeien. Tijdens haar periode op deze school bouwde ze een vriendschap op met onder andere Adèle Auguié. Op deze school leerde Hortense de vaardigheden van een aristocrate en de vaardigheid om te overleven in een turbulente samenleving. Hortense verkreeg haar muzikale opvoeding van de Franse cellist Charles-Henri Plantade. Daarnaast kreeg ze op de school van Champan ook lessen in tekenen.
Op 24 december 1800 bevond Hortense zich samen met haar moeder in een koets die getroffen werd tijdens een moordaanslag op Napoleon. De koets met Joséphine en Hortense vertrok later vanaf de Tuilerieën omdat een van de begeleiders met Joséphine aan het flirten was. Bij de aanslag kwamen in totaal vier mensen om en Hortense liep door de ontploffing slechts een verwonding aan haar hand op van een rondvliegend stuk glas.

### Huwelijk (1801-1806)
In 1801 kreeg Joséphine het idee om haar dochter uit te huwelijken aan de jongere broer van Napoleon, Lodewijk. Napoleon behandelde zijn broer alsof het zijn zoon was. Door middel van een huwelijk tussen de twee zou hun zoon ongeveer Napoleons kleinzoon zijn, zo was de gedachte. Op dat moment werd Hortense al het hof gemaakt door iemand anders: Géraud Christophe Michel Duroc, de adjudant van Napoleon. Joséphine probeerde dan ook Hortense te overtuigen dat Duroc alleen in haar geïnteresseerd was vanwege machtsuitbreiding. Door tussenkomst van Napoleon zou het niet tot een huwelijk tussen deze twee komen.

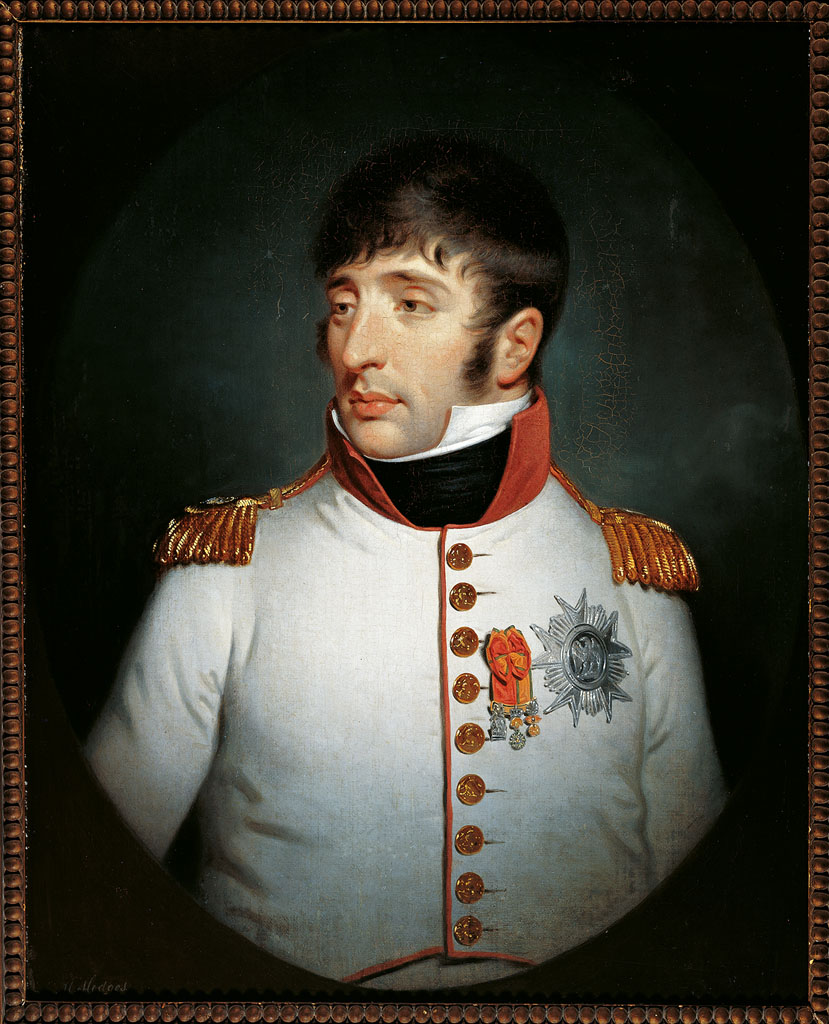
Lodewijk Napoleon, geportretteerd door Charles Howard Hodges.

Zowel Lodewijk als Hortense zouden zich fel verzetten tegen het voorgestelde huwelijk, maar zowel Napoleon als Joséphine wilde niet van wijken weten. Joséphine hoopte met dit huwelijk haar positie binnen de clan van de Bonapartes veilig te stellen en Napoleon zag Lodewijk als zijn mogelijke opvolger of als de man die zijn opvolger zou verwekken. Het huwelijk tussen Lodewijk en Hortense werd gesloten op 3 januari 1802. De huwelijksplechtigheid vond plaats in het Hôtel Beauharnais aan de Rue de la Victoire in Parijs. Het huwelijk werd voltrokken door de pauselijke legaat Caprara.
Volgens historicus Wilfried Uitterhoeve zorgde de stralende aanwezigheid van Hortense ervoor dat de meest duistere karaktertrekken van Lodewijk, zoals misogynie en een ziekelijke argwaan, vrij baan kregen. Dit uitte zich in een "dictatoriale controle" over zijn echtgenote toen zij gingen samenwonen. Hij verdacht haar van huwelijkse ontrouw en wilde dus daarom haar kort houden.
In juni van dat jaar verbleef Hortense op Malmaison, het lustoord van haar moeder, waar ze het huishouden bestierde. Ze was op dat moment hoogzwanger, maar Lodewijk was op dat moment niet bij haar. Deze raakte geobsedeerd door zijn gezondheid en ontwikkelde zodoende een aantal neuroses. Mede daardoor vervreemde hij zich ook van Hortense. Dit zorgde ervoor dat boze tongen beweerden dat Napoleon de vader van haar kind was en niet Lodewijk.
Napoleon behandelde op zijn beurt Napoleon Karel dan ook als zijn zoon en speelde vaak met het kind. Zowel Lodewijk als Hortense waren erop tegen dat hun zoon de aangewezen troonopvolger zou zijn, maar Napoleon had bepaald dat Joseph Bonaparte de volgende in lijn zou zijn en daarna pas Lodewijk. Begin juni 1804 betrokken Lodewijk en Hortense het Hôtel Saint-Julien in de Rue Cerutti in Parijs en anderhalve maand later kocht Lodewijk het kasteel in Saint-Leu-la-Forêt met bijbehorende domeinen. Hortense had zelf een bescheiden aandeel in de samenstelling van de hofhouding aan de Rue Cerutti.

### Koningin van Holland (1806-1810)

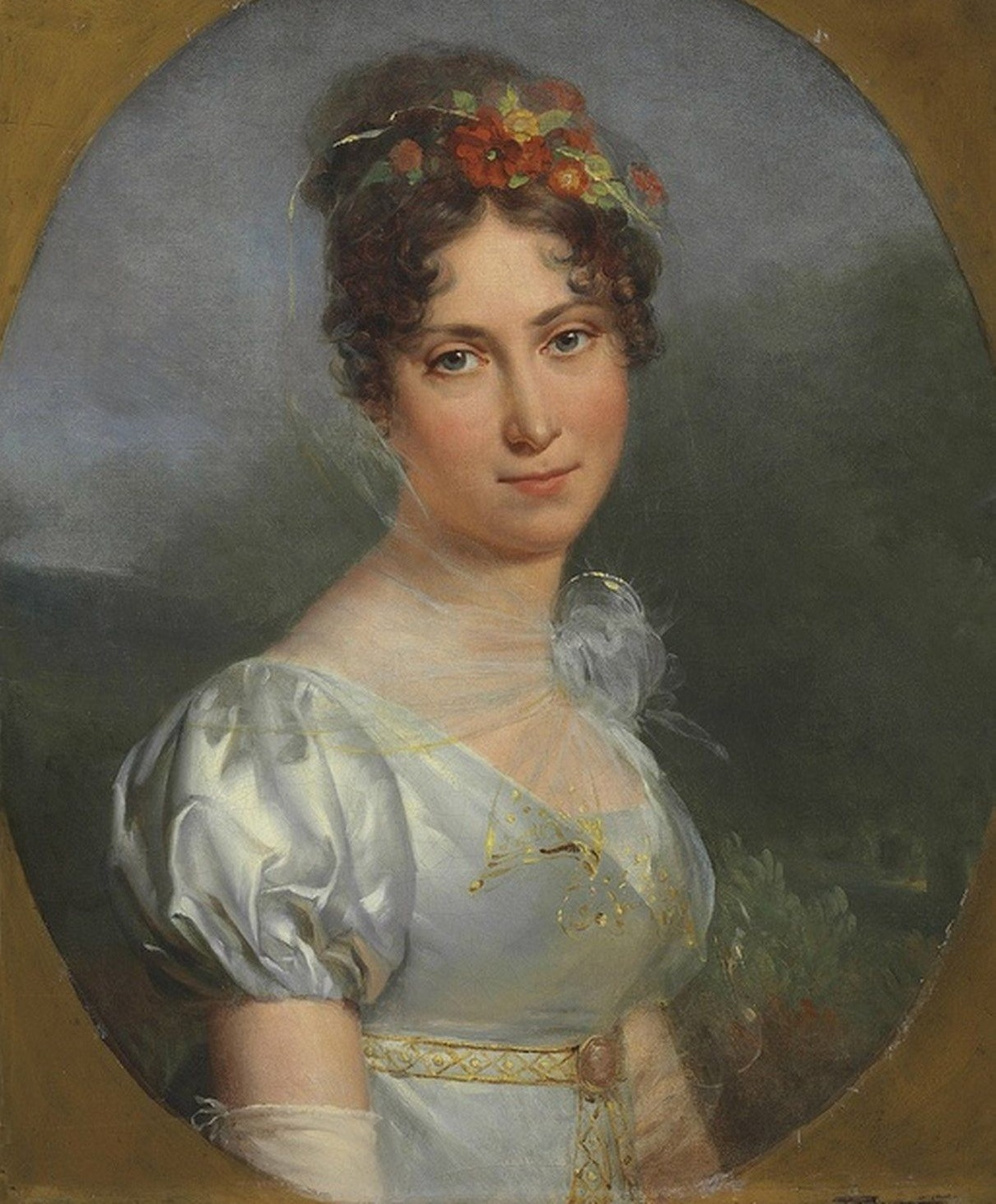
Hortense de Beauharnais in 1808, geschilderd door Robert Lefèvre.

Napoleon wees in 1806 zijn broer Lodewijk aan als koning van Holland. Er had nauwelijks overleg tussen de twee hierover plaatsgevonden, maar Lodewijk aanvaardde deze post gewillig en zonder tegenzin. Lodewijk Napoleon deed samen met Hortense in juni 1806 hun intrede in hun nieuwe koninkrijk. De hofhouding die Hortense vanuit Parijs mee naar Holland nam bestond uit drie dames du palais, waaronder haar vriendin Adèle Auguié.

Het eerste verblijf in Den Haag was van korte duur, want al na een maand vertrok het koninklijk paar naar Wiesbaden en Aken om geneeskrachtige baden te bezoeken. Ze keerden uiteindelijk terug naar Holland, maar amper daar aangekomen kreeg Lodewijk Napoleon de opdracht om met een Hollands-Frans leger deel te nemen de Derde Coalitieoorlog tegen Pruisen. Hortense kreeg van Napoleon de opdracht om haar moeder in Mainz gezelschap te houden waar ze van haar vrijheid genoot. Haar echtgenoot keerde eerder dan zij terug naar Den Haag en Lodewijk vroeg herhaaldelijk om haar terugkomst naar Holland. In januari 1807 keerde ze met veel tegenzin terug naar Holland.

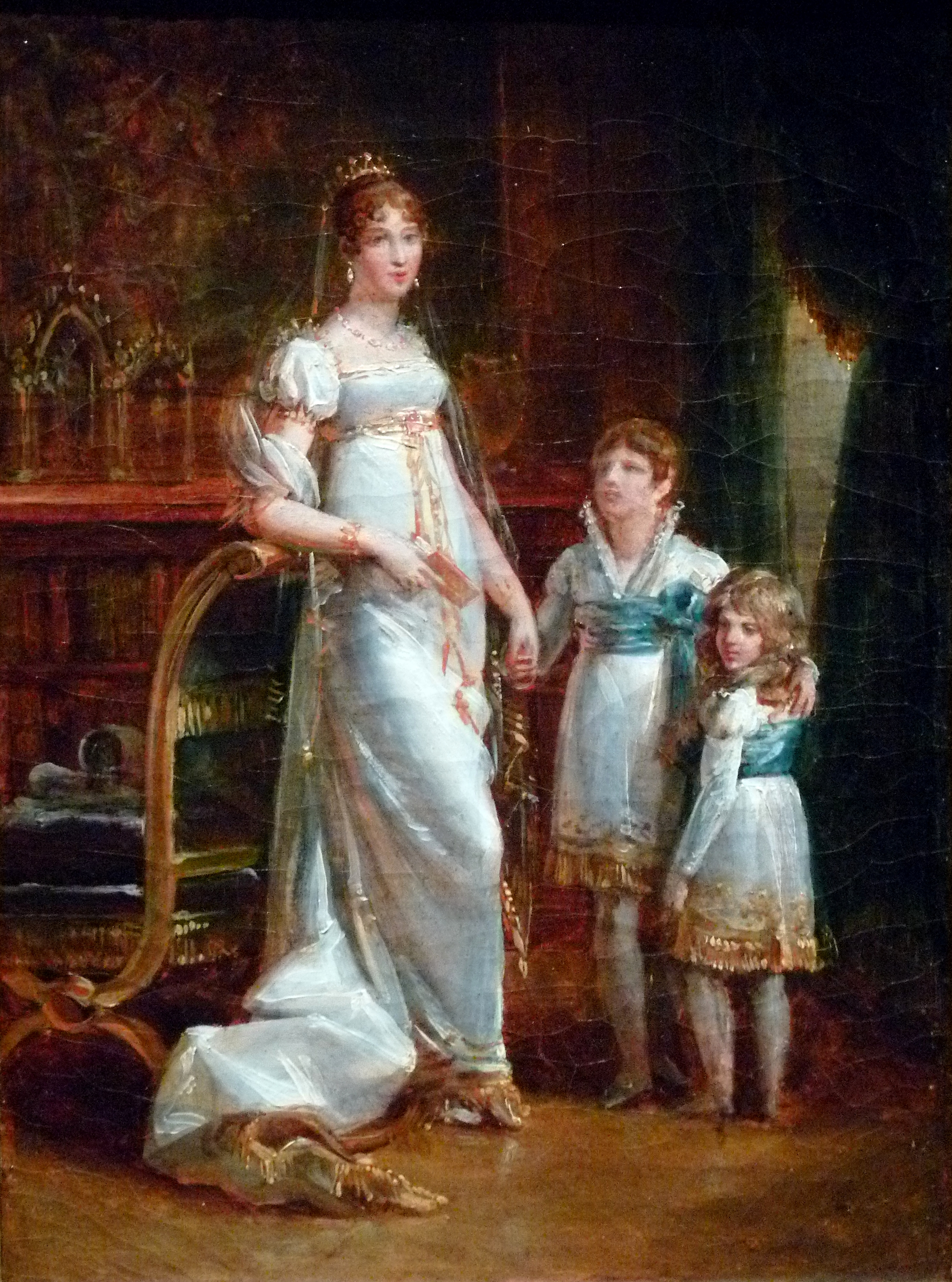
Hortense de Beauharnais met haar twee zoons in 1812, geschilderd door Marie-Éléonore Godefroid.

De sloop van het Hôtel de la Reine Hortense in Parijs, de woning van Hortense waar de latere keizer Napoleon III geboren werd. Het huis werd in 1899 gesloopt.

In mei 1807 overleed vrij plotseling Napoleon Karel op het Binnenhof. Hierop ontvluchtte Hortense in rouw het land en nam hierbij haar andere zoon mee. Lodewijk Napoleon stuurde smeekbedes naar Parijs om haar te laten terugkeren, maar Hortense reageerde koud en afwijzend. Ze ging vervolgens kuren en toeren in de Pyreneeën en Lodewijk volgde haar in de zomer naar Frankrijk. De dood van hun kind bracht de ouders voor een periode in 1807 bij elkaar in Toulouse. De verzoening was weliswaar kort, maar tijdens deze periode raakte Hortense weer zwanger en in april 1808 werd ze moeder van Charles-Louis-Napoleon Bonaparte. Door haar goede verstandhouding met admiraal Carel Hendrik Ver Huell kwam het valselijke gerucht in omloop dat hij de vader was van haar jongste zoon.
Gedurende de tijd van het koningschap van haar man was Hortense sporadisch op de koninklijke bals te vinden. Ze was slechts aanwezig bij een gering aantal ontvangsten en bals en daar vormde zij het stralende middelpunt van deze evenementen. Haar continue afwezigheid veroorzaakte zelfs een bepaalde soort van matheid die de ontvangsten aan het hof kenmerkten. Haar man was tijdens zijn koningschap enkele malen het mikpunt van anti-Franse sentimenten en ook Hortense moest er aan geloven. In een pamflet uit 1808 werd zij door de pamflettist de "Fransche hoer" genoemd.
Hortense keerde voor de geboorte van haar derde kind terug naar Parijs waar ze woonde in de residentie van het koningspaar aan de Rue Cerutti. De relatie tussen haar en Lodewijk was in het najaar van 1809 dermate slecht dat hij een scheiding van tafel en bed wilde. Op 24 december 1809 vond er een familieberaad van de Bonapartes plaats en deze pakte desastreus uit voor Lodewijk. Zijn verzoek werd van tafel geveegd, want de scheiding was in strijd met de belangen van de dynastie. Hortense mocht op haar beurt in Parijs blijven. Zo mocht ze zowel in de Rue Cerutti als in het kasteel van Saint-Leu verblijven. Ook kreeg ze de opvoeding over haar beide zonen en moest Lodewijk haar een jaarlijkse uitkering geven van een miljoen franc.
Eind maart 1810 vond er in het huis van de moeder van de Bonapartes in Compiègne een verzoeningsgesprek plaats tussen de echtgenoten. De ontmoeting werd gearrangeerd door Jérôme Bonaparte. Bij het verzoeningsgesprek bemiddelde onder andere Hortenses broer Eugène en Lodewijk meldde haar dat het Hortenses plicht was om zich bij hem in Holland te vervoegen. Op 14 april 1810 arriveerde Hortense samen met haar kinderen in Utrecht, maar haar nieuwe verblijf in Nederland was vrij kort. Vanwege haar gezondheid vertrok ze eerst naar Paleis Het Loo en op 1 juni naar Plombières-les-Bains, nadat Lodewijk Napoleon daar goedkeuring voor gaf.
Hortense verbleef nog in Plombières toen haar echtgenoot afstand deed van de Hollandse troon en een Raad van Regentschap instelde voor zijn minderjarige zoon Napoleon Lodewijk die het ambt had overgenomen. Ook stelde hij Hortense aan als regentes. Napoleon kwam vervolgens tussenbeide en lijfde het koninkrijk Holland op 9 juli 1810 bij zijn keizerrijk in.

### Koningin in Parijs (1810-1815)

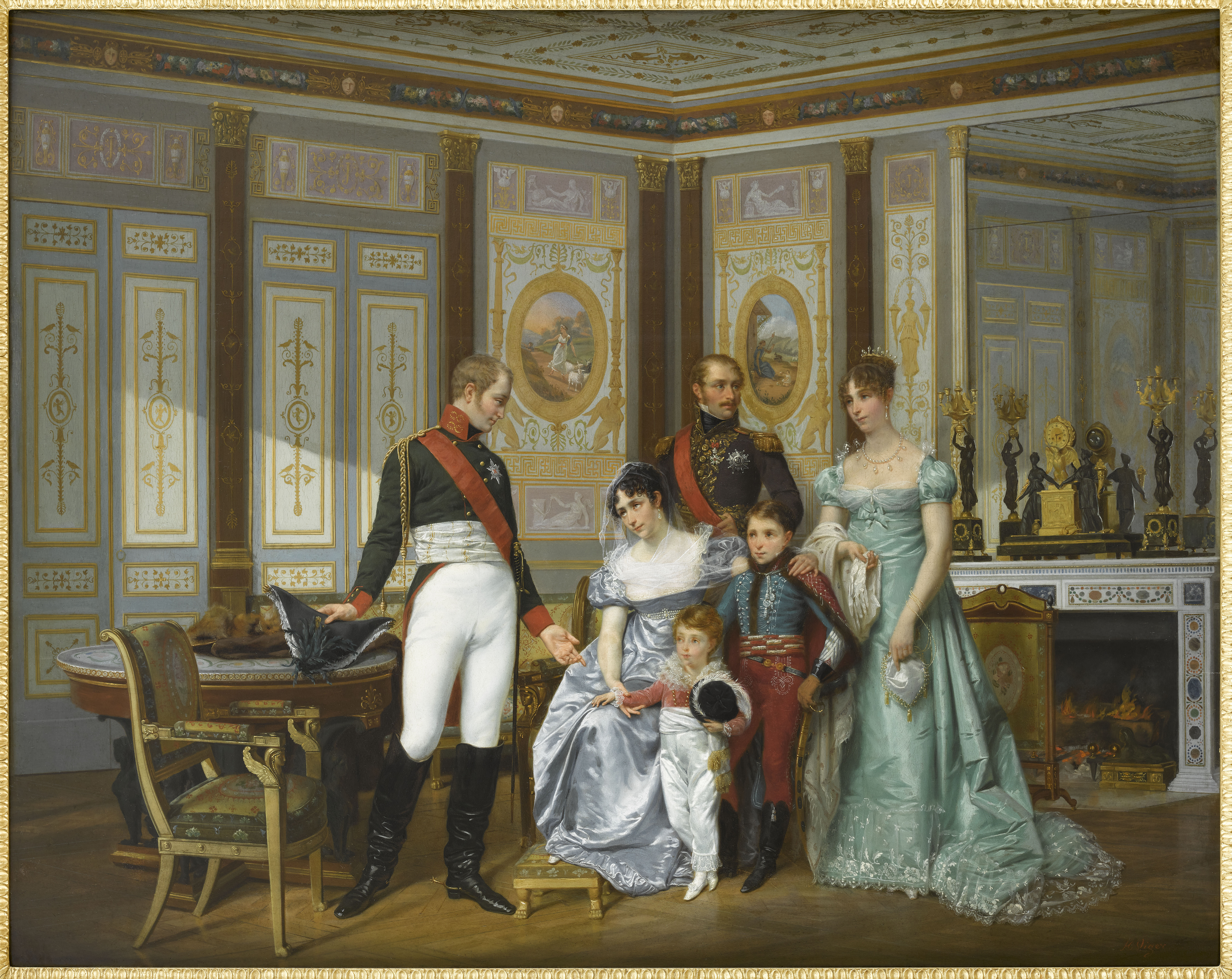
Joséphine en Hortense en haar kinderen ontvangen tsaar Alexander I van Rusland in Malmaison, geschilderd door Hector Viger.

Hortense keerde uiteindelijk terug naar Parijs en de keizer stond haar toe dat zij zich kon betitelen als "La Reine Hortense". Tijdens haar jaren in Parijs was ze aanwezig bij de doop van de koning van Rome, maar werd haar tijd vooral gedomineerd door haar relatie met de Franse officier Auguste-Charles-Joseph Flahaut de La Billarderie. Ze moest de geboorte van haar zoon uit haar verhouding met Flahaut geheim houden en stelde alleen haar broer Eugène en haar eigen huishouden op de hoogte voor ze in het geheim beviel van haar jongste zoon in Zwitserland.
Na de slag bij Parijs dineerde keizer Alexander I van Rusland op Malmaison samen met Joséphine en Hortense. Ook zou Hortense in het kasteel van haar moeder de Zweedse kroonprins Bernadotte ontmoeten. Dankzij Alexander I verkreeg ze ook het hertogdom Saint-Leu op 30 maart 1814. Tijdens de Honderd Dagen sloot Hortense zich weer aan bij Napoleon, maar dit kostte wel haar vriendschap met tsaar Alexander.

### In ballingschap (1815-1817)
Na de val van Napoleon en zijn verbanning naar Elba ontfermde de Russische keizer Alexander I zich over Hortense en haar twee zoons. Op deze manier werden zij beschermd tegen de woede van de royalisten in het Frankrijk van de Restauratie. Tijdens de Honderd Dagen koos Hortense opnieuw partij voor haar voormalige stiefvader. Vanwege deze actie besloot Alexander om haar na de definitieve verbanning van de Franse keizer niet te beschermen. Hortense kreeg op 17 juli 1815 te horen van de Parijse politiechef dat ze de stad moest verlaten. Rond negen uur in de avond verliet ze Parijs om naar Zwitserland af te reizen.
Hortense bereikte onder begeleiding de Zwitserse stad Genève en ze kreeg toestemming om daar te blijven, maar er werd haar daar geen rust gegund door de spionnen van de geallieerden. Via Bern kwam ze in december 1815 terecht in Konstanz. Ook daar bleven de spionnen haar in het oog houden, maar het Badense hof had geen toestemming om asiel te verlenen aan een lid van de familie Bonaparte. De geallieerden hielden de stappen van Hortense nauw in de gaten, omdat zij in hun ogen tot de allereerste categorie behoorden van vijanden van de coalitie: de naaste familie van Napoleon.

### Arenenberg (1817-1836)

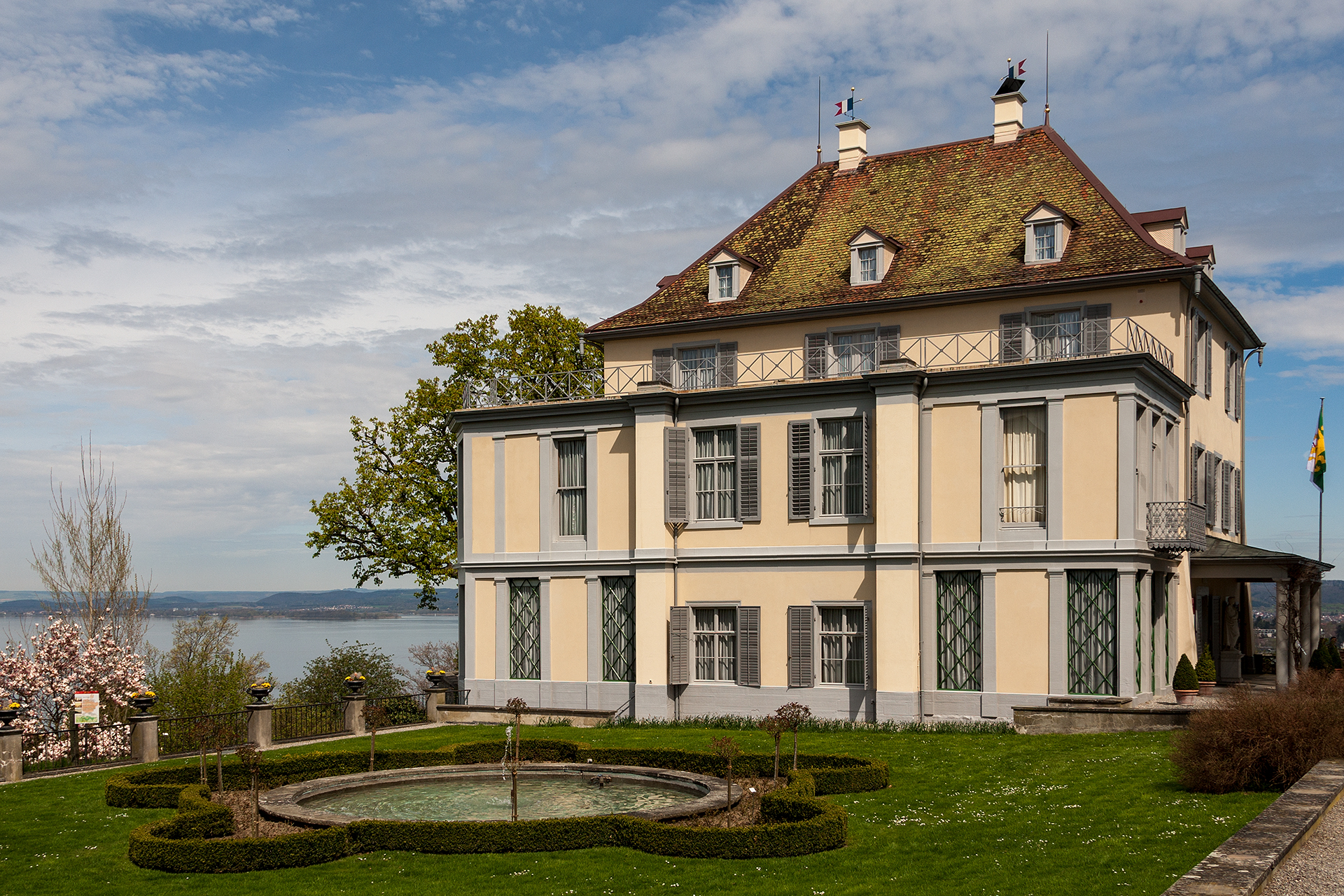
Het kasteel van Arenenberg

Om haar goed in het oog te houden wilde de coalitie dat ze zich in een van hun landen zou vestigen, maar Hortense ging niet op het aanbod van Metternich in om naar Oostenrijk te vertrekken. In plaats daarvan kocht ze van haar resterende fortuin het Arenenberg, dat aan de oever van de Bodenmeer ligt. In 1817 besloot de Geallieerde Raad dat deze aankoop opgeschort diende te worden en dat Hortense moest doorreizen naar Silezië of de Krim. De voormalige koningin moest weer de hort op en pas na enkele jaren en vele omzwervingen via Augsburg, Rome, Engeland en Frankrijk kon ze haar kasteel definitief betrekken. Arenenberg groeide onder haar leiding uit tot een ontmoetingsplek voor schrijvers, filosofen en edellieden die de zaak van Bonaparte waren toegedaan. Onder hen bevond zich François René de Chateaubriand, maar ook Alexandre Dumas père.

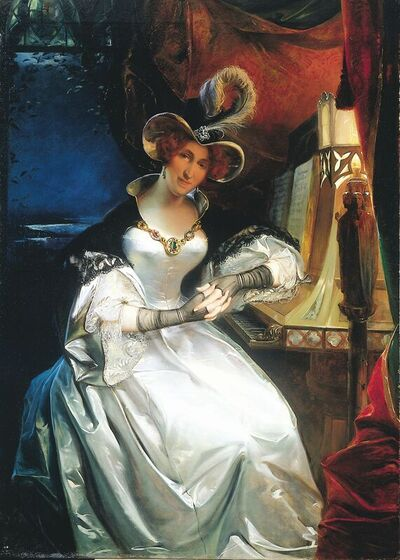
Portret van Hortense tijdens haar periode in Arenenberg (1832), geschilderd door Félix Cottrau

Arenenberg veranderde onder Hortense tot een Napoleontisch heiligdom. Zo verving de tekenkamer in het kasteel die van Malmaison. Ze werd daar bezocht door de andere Bonapartes. Tot de gasten behoorde Hortenses broer Eugène, maar ook vele veteranen uit de Grande Armée. In de zomer van 1830 bezocht Hortense samen met haar jongste zoon, Lodewijk Napoleon, Rome. In die zomer brak er in Italië een revolutie uit. Karel had sympathie voor de Italiaanse zaak, net zoals zijn broer Napoleon Lodewijk, en beiden streden ze aan de zijde van de Italiaanse revolutionairen. De broers wisten te ontkomen, maar werden beide ziek. Napoleon Lodewijk overleed op 17 maart 1831 in Forlì aan de mazelen.
Lodewijk Napoleon had zijn ziekbed in Ancona, waar hij overleden zou zijn als zijn moeder Hortense zich niet met zijn ziekbed en ontsnapping had bemoeid. Ze wisten aldaar aan de Oostenrijkers te ontsnappen doordat Lodewijk Napoleon zich verkleedde als lakei en later als Engelsman. Ze wisten Parijs te bereiken waar Hortense om gratie verzocht aan koning Lodewijk Filips I. Voor de Bonapartes was er nog steeds geen plek in Frankrijk, maar ze mochten hun vertrek uitstellen vanwege de slechte gezondheid van Lodewijk Napoleon. Hortense en haar zoon verbleven in deze dagen in een hotel nabij de Place Vendôme en hun verblijf aldaar raakte bij de bevolking bekend. Deze kwamen in groten getale naar het hotel. Op 5 mei herdacht deze bevolking ook het tienjarige overlijden van keizer Napoleon. Een dag later verlieten Hortense en haar zoon Frankrijk en reisden ze naar Londen. Ze verbleven voor drie maanden in Londen waar ze de status genoten van beroemdheden.

### Laatste levensjaren (1836-1838)

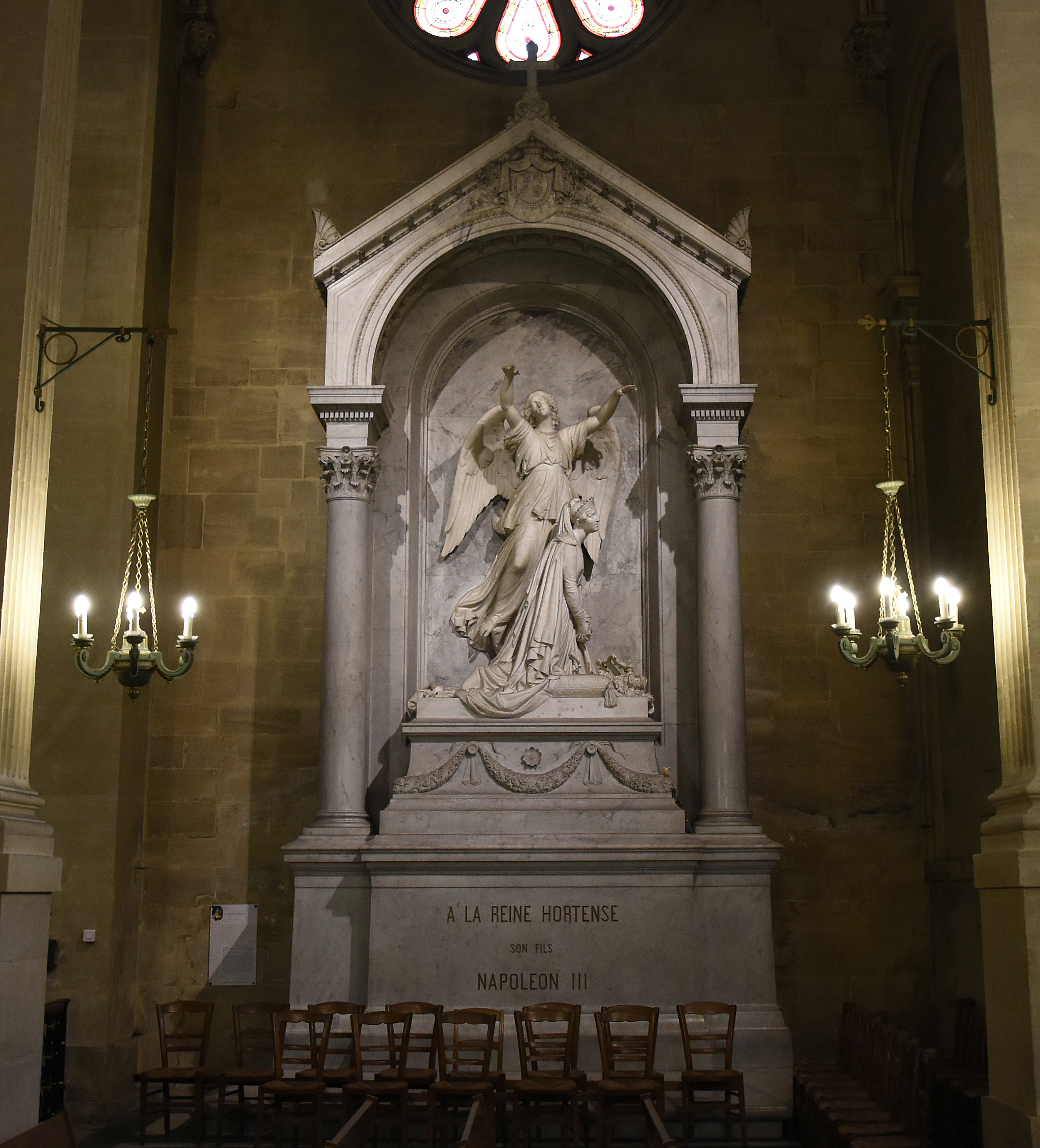
De graftombe van Hortense in Malmaison

Lodewijk Napoleon verhuisde mettertijd uit Arenenberg, maar was op dat moment nog ongehuwd. Hortense had plannen voor een huwelijk tussen haar zoon en Mathilde Bonaparte, een dochter van Napoleons broer Jérôme. Na de mislukte staatsgreep van 30 oktober 1836 van Lodewijk Napoleon stortte de plannen voor het huwelijk in elkaar, omdat hij werd verbannen naar de Verenigde Staten.
Hortense was ten tijde van de staatsgreep al ziek en het jaar daarop overleed ze in Arenenberg op 57-jarige leeftijd aan baarmoederhalskanker. De Franse overheid stond haar wens toe om begraven te worden in de Sint-Petrus-en-Pauluskerk in Malmaison, maar haar zoon, Lodewijk Napoleon, kreeg geen toestemming van de Fransen om de begrafenis bij te wonen.

## Nakomelingen
Hortense de Beauharnais kreeg uit haar huwelijk met Lodewijk Napoleon drie kinderen:
- Napoleon Karel (10 oktober 1802 – 4 mei 1807).
- Napoleon Lodewijk (11 oktober 1804 – 17 maart 1831), groothertog van Berg, korte tijd koning van Holland.
- Karel Lodewijk Napoleon (20 april 1808 – 9 januari 1873), keizer der Fransen.

Daarnaast beviel Hortense ook van een kind uit een buitenechtelijke relatie met Charles-Joseph Flahaut de La Billarderie:
- Charles de Morny (23 oktober 1811 – 10 maart 1865), Frans staatsman onder Napoleon III.

## Composities en beeldende kunst

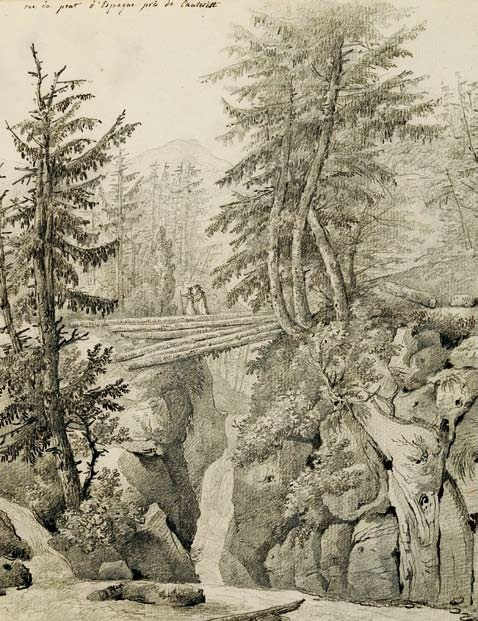
Gezicht op de Spaanse brug bij Cauterets, getekend door Hortense.

Hortense stond bekend als uitzonderlijk muzikaal. Ze bespeelde meerdere instrumenten en componeerde meer dan honderd romances voor sopraan en piano of harp. Ze haalde hiervoor vaak inspiratie uit de middeleeuwen, waar de rondtrekkende troubadours zongen over eenzame jonkvrouwen en strijdende ridders. Het is onbekend of ze de uitwerking van haar composities overliet aan professionele musici. Een van de romances die ze schreef was het in de eerste helft van de negentiende eeuw erg populaire "Partant pour la Syrie" (Le Beau Dunois), dat ten tijde van het Tweede Franse Keizerrijk diende als tweede volkslied. Een andere romance die ze schreef was Le Bon Chevalier omstreeks 1807. Dit stuk inspireerde Franz Schubert voor het componeren van de acht Variationen über ein französisches Lied für das Piano-Forte auf vier Händen in 1818. Hortense bracht haar eigen romances ten gehore en begeleidde zich daarbij op de piano. Haar enthousiasme voor dit genre was gewekt door haar vroegere leermeester Plantade en hij droeg ook zijn Six Nouvelles Romances aan de Hollandse koningin op.
Hortense de Beauharnais kon goed tekenen. Zo portretteerde ze onder andere Charles de La Bédoyère. Daarnaast ontwierp ze de versierselen van de Orde van de Unie.

## Stamboom
|                                    |                                    |                                      |                                      |                                      |                                      |                                      |                                      |                                     |                                     |                                      |                                      |                                      |                                      |                                      |                                      | Keizer Frans I Stefan (1708–1765) | Keizer Frans I Stefan (1708–1765) | Keizer Frans I Stefan (1708–1765) | Keizer Frans I Stefan (1708–1765) | Keizer Frans I Stefan (1708–1765) | Keizer Frans I Stefan (1708–1765) |                                |                                | Maria Theresia van Oostenrijk (1717-1780) | Maria Theresia van Oostenrijk (1717-1780) | Maria Theresia van Oostenrijk (1717-1780) | Maria Theresia van Oostenrijk (1717-1780) | Maria Theresia van Oostenrijk (1717-1780) | Maria Theresia van Oostenrijk (1717-1780) |                                         |                                         | Karel III van Spanje (1716–1788) | Karel III van Spanje (1716–1788) | Karel III van Spanje (1716–1788)           | Karel III van Spanje (1716–1788)           | Karel III van Spanje (1716–1788)           | Karel III van Spanje (1716–1788)           |                                            |                                            | Maria Amalia van Saksen (1724–1760)            | Maria Amalia van Saksen (1724–1760)            | Maria Amalia van Saksen (1724–1760)            | Maria Amalia van Saksen (1724–1760)            | Maria Amalia van Saksen (1724–1760)            | Maria Amalia van Saksen (1724–1760)            |                                           |                                           |  |  |  |  |  |  |
|                                    |                                    |                                      |                                      |                                      |                                      |                                      |                                      |                                     |                                     |                                      |                                      |                                      |                                      |                                      |                                      | Keizer Frans I Stefan (1708–1765) | Keizer Frans I Stefan (1708–1765) | Keizer Frans I Stefan (1708–1765) | Keizer Frans I Stefan (1708–1765) | Keizer Frans I Stefan (1708–1765) | Keizer Frans I Stefan (1708–1765) |                                |                                | Maria Theresia van Oostenrijk (1717-1780) | Maria Theresia van Oostenrijk (1717-1780) | Maria Theresia van Oostenrijk (1717-1780) | Maria Theresia van Oostenrijk (1717-1780) | Maria Theresia van Oostenrijk (1717-1780) | Maria Theresia van Oostenrijk (1717-1780) |                                         |                                         | Karel III van Spanje (1716–1788) | Karel III van Spanje (1716–1788) | Karel III van Spanje (1716–1788)           | Karel III van Spanje (1716–1788)           | Karel III van Spanje (1716–1788)           | Karel III van Spanje (1716–1788)           |                                            |                                            | Maria Amalia van Saksen (1724–1760)            | Maria Amalia van Saksen (1724–1760)            | Maria Amalia van Saksen (1724–1760)            | Maria Amalia van Saksen (1724–1760)            | Maria Amalia van Saksen (1724–1760)            | Maria Amalia van Saksen (1724–1760)            |                                           |                                           |  |  |  |  |  |  |
|                                    |                                    |                                      |                                      |                                      |                                      |                                      |                                      |                                     |                                     |                                      |                                      |                                      |                                      |                                      |                                      |                                   |                                   |                                   |                                   |                                   |                                   |                                |                                |                                           |                                           |                                           |                                           |                                           |                                           |                                         |                                         |                                  |                                  |                                            |                                            |                                            |                                            |                                            |                                            |                                                |                                                |                                                |                                                |                                                |                                                |                                           |                                           |  |  |  |  |  |  |
|                                    |                                    |                                      |                                      |                                      |                                      |                                      |                                      |                                     |                                     |                                      |                                      |                                      |                                      |                                      |                                      |                                   |                                   |                                   |                                   |                                   |                                   |                                |                                |                                           |                                           |                                           |                                           |                                           |                                           |                                         |                                         |                                  |                                  |                                            |                                            |                                            |                                            |                                            |                                            |                                                |                                                |                                                |                                                |                                                |                                                |                                           |                                           |  |  |  |  |  |  |
|                                    |                                    |                                      |                                      |                                      |                                      |                                      |                                      |                                     |                                     |                                      |                                      |                                      |                                      |                                      |                                      |                                   |                                   |                                   |                                   |                                   |                                   |                                |                                |                                           |                                           |                                           |                                           |                                           |                                           |                                         |                                         |                                  |                                  |                                            |                                            |                                            |                                            |                                            |                                            |                                                |                                                |                                                |                                                |                                                |                                                |                                           |                                           |  |  |  |  |  |  |
|                                    |                                    |                                      |                                      |                                      |                                      |                                      |                                      |                                     |                                     |                                      |                                      |                                      |                                      |                                      |                                      |                                   |                                   |                                   |                                   |                                   |                                   |                                |                                |                                           |                                           |                                           |                                           |                                           |                                           |                                         |                                         |                                  |                                  |                                            |                                            |                                            |                                            |                                            |                                            |                                                |                                                |                                                |                                                |                                                |                                                |                                           |                                           |  |  |  |  |  |  |
| Giuseppe Maria Buonaparte          | Giuseppe Maria Buonaparte          | Giuseppe Maria Buonaparte            | Giuseppe Maria Buonaparte            | Giuseppe Maria Buonaparte            | Giuseppe Maria Buonaparte            |                                      |                                      | Maria Saveria Paravicini            | Maria Saveria Paravicini            | Maria Saveria Paravicini             | Maria Saveria Paravicini             | Maria Saveria Paravicini             | Maria Saveria Paravicini             |                                      |                                      |                                   |                                   | Keizer Leopold II (1747-1792)     | Keizer Leopold II (1747-1792)     | Keizer Leopold II (1747-1792)     | Keizer Leopold II (1747-1792)     | Keizer Leopold II (1747-1792)  | Keizer Leopold II (1747-1792)  |                                           |                                           | Marie Louise van Spanje (1745–1792)       | Marie Louise van Spanje (1745–1792)       | Marie Louise van Spanje (1745–1792)       | Marie Louise van Spanje (1745–1792)       | Marie Louise van Spanje (1745–1792)     | Marie Louise van Spanje (1745–1792)     |                                  |                                  | Ferdinand I der Beide Siciliën (1751–1825) | Ferdinand I der Beide Siciliën (1751–1825) | Ferdinand I der Beide Siciliën (1751–1825) | Ferdinand I der Beide Siciliën (1751–1825) | Ferdinand I der Beide Siciliën (1751–1825) | Ferdinand I der Beide Siciliën (1751–1825) |                                                |                                                | Maria Carolina van Oostenrijk (1752-1814)      | Maria Carolina van Oostenrijk (1752-1814)      | Maria Carolina van Oostenrijk (1752-1814)      | Maria Carolina van Oostenrijk (1752-1814)      | Maria Carolina van Oostenrijk (1752-1814) | Maria Carolina van Oostenrijk (1752-1814) |  |  |  |  |  |  |
| Giuseppe Maria Buonaparte          | Giuseppe Maria Buonaparte          | Giuseppe Maria Buonaparte            | Giuseppe Maria Buonaparte            | Giuseppe Maria Buonaparte            | Giuseppe Maria Buonaparte            |                                      |                                      | Maria Saveria Paravicini            | Maria Saveria Paravicini            | Maria Saveria Paravicini             | Maria Saveria Paravicini             | Maria Saveria Paravicini             | Maria Saveria Paravicini             |                                      |                                      |                                   |                                   | Keizer Leopold II (1747-1792)     | Keizer Leopold II (1747-1792)     | Keizer Leopold II (1747-1792)     | Keizer Leopold II (1747-1792)     | Keizer Leopold II (1747-1792)  | Keizer Leopold II (1747-1792)  |                                           |                                           | Marie Louise van Spanje (1745–1792)       | Marie Louise van Spanje (1745–1792)       | Marie Louise van Spanje (1745–1792)       | Marie Louise van Spanje (1745–1792)       | Marie Louise van Spanje (1745–1792)     | Marie Louise van Spanje (1745–1792)     |                                  |                                  | Ferdinand I der Beide Siciliën (1751–1825) | Ferdinand I der Beide Siciliën (1751–1825) | Ferdinand I der Beide Siciliën (1751–1825) | Ferdinand I der Beide Siciliën (1751–1825) | Ferdinand I der Beide Siciliën (1751–1825) | Ferdinand I der Beide Siciliën (1751–1825) |                                                |                                                | Maria Carolina van Oostenrijk (1752-1814)      | Maria Carolina van Oostenrijk (1752-1814)      | Maria Carolina van Oostenrijk (1752-1814)      | Maria Carolina van Oostenrijk (1752-1814)      | Maria Carolina van Oostenrijk (1752-1814) | Maria Carolina van Oostenrijk (1752-1814) |  |  |  |  |  |  |
|                                    |                                    |                                      |                                      |                                      |                                      |                                      |                                      |                                     |                                     |                                      |                                      |                                      |                                      |                                      |                                      |                                   |                                   |                                   |                                   |                                   |                                   |                                |                                |                                           |                                           |                                           |                                           |                                           |                                           |                                         |                                         |                                  |                                  |                                            |                                            |                                            |                                            |                                            |                                            |                                                |                                                |                                                |                                                |                                                |                                                |                                           |                                           |  |  |  |  |  |  |
|                                    |                                    |                                      |                                      |                                      |                                      |                                      |                                      |                                     |                                     |                                      |                                      |                                      |                                      |                                      |                                      |                                   |                                   |                                   |                                   |                                   |                                   |                                |                                |                                           |                                           |                                           |                                           |                                           |                                           |                                         |                                         |                                  |                                  |                                            |                                            |                                            |                                            |                                            |                                            |                                                |                                                |                                                |                                                |                                                |                                                |                                           |                                           |  |  |  |  |  |  |
| Carlo Maria Buonaparte (1746-1785) | Carlo Maria Buonaparte (1746-1785) | Carlo Maria Buonaparte (1746-1785)   | Carlo Maria Buonaparte (1746-1785)   | Carlo Maria Buonaparte (1746-1785)   | Carlo Maria Buonaparte (1746-1785)   |                                      |                                      | Maria Laetitia Ramolino (1750-1836) | Maria Laetitia Ramolino (1750-1836) | Maria Laetitia Ramolino (1750-1836)  | Maria Laetitia Ramolino (1750-1836)  | Maria Laetitia Ramolino (1750-1836)  | Maria Laetitia Ramolino (1750-1836)  |                                      |                                      | Joseph Tascher de la Pagerie      | Joseph Tascher de la Pagerie      | Joseph Tascher de la Pagerie      | Joseph Tascher de la Pagerie      | Joseph Tascher de la Pagerie      | Joseph Tascher de la Pagerie      |                                |                                | Rose-Claire des Vergers de Sanois         | Rose-Claire des Vergers de Sanois         | Rose-Claire des Vergers de Sanois         | Rose-Claire des Vergers de Sanois         | Rose-Claire des Vergers de Sanois         | Rose-Claire des Vergers de Sanois         |                                         |                                         | Keizer Frans II (1768-1835)      | Keizer Frans II (1768-1835)      | Keizer Frans II (1768-1835)                | Keizer Frans II (1768-1835)                | Keizer Frans II (1768-1835)                | Keizer Frans II (1768-1835)                |                                            |                                            | Maria Theresia van Bourbon-Sicilië (1772-1807) | Maria Theresia van Bourbon-Sicilië (1772-1807) | Maria Theresia van Bourbon-Sicilië (1772-1807) | Maria Theresia van Bourbon-Sicilië (1772-1807) | Maria Theresia van Bourbon-Sicilië (1772-1807) | Maria Theresia van Bourbon-Sicilië (1772-1807) |                                           |                                           |  |  |  |  |  |  |
| Carlo Maria Buonaparte (1746-1785) | Carlo Maria Buonaparte (1746-1785) | Carlo Maria Buonaparte (1746-1785)   | Carlo Maria Buonaparte (1746-1785)   | Carlo Maria Buonaparte (1746-1785)   | Carlo Maria Buonaparte (1746-1785)   |                                      |                                      | Maria Laetitia Ramolino (1750-1836) | Maria Laetitia Ramolino (1750-1836) | Maria Laetitia Ramolino (1750-1836)  | Maria Laetitia Ramolino (1750-1836)  | Maria Laetitia Ramolino (1750-1836)  | Maria Laetitia Ramolino (1750-1836)  |                                      |                                      | Joseph Tascher de la Pagerie      | Joseph Tascher de la Pagerie      | Joseph Tascher de la Pagerie      | Joseph Tascher de la Pagerie      | Joseph Tascher de la Pagerie      | Joseph Tascher de la Pagerie      |                                |                                | Rose-Claire des Vergers de Sanois         | Rose-Claire des Vergers de Sanois         | Rose-Claire des Vergers de Sanois         | Rose-Claire des Vergers de Sanois         | Rose-Claire des Vergers de Sanois         | Rose-Claire des Vergers de Sanois         |                                         |                                         | Keizer Frans II (1768-1835)      | Keizer Frans II (1768-1835)      | Keizer Frans II (1768-1835)                | Keizer Frans II (1768-1835)                | Keizer Frans II (1768-1835)                | Keizer Frans II (1768-1835)                |                                            |                                            | Maria Theresia van Bourbon-Sicilië (1772-1807) | Maria Theresia van Bourbon-Sicilië (1772-1807) | Maria Theresia van Bourbon-Sicilië (1772-1807) | Maria Theresia van Bourbon-Sicilië (1772-1807) | Maria Theresia van Bourbon-Sicilië (1772-1807) | Maria Theresia van Bourbon-Sicilië (1772-1807) |                                           |                                           |  |  |  |  |  |  |
|                                    |                                    |                                      |                                      |                                      |                                      |                                      |                                      |                                     |                                     |                                      |                                      |                                      |                                      |                                      |                                      |                                   |                                   |                                   |                                   |                                   |                                   |                                |                                |                                           |                                           |                                           |                                           |                                           |                                           |                                         |                                         |                                  |                                  |                                            |                                            |                                            |                                            |                                            |                                            |                                                |                                                |                                                |                                                |                                                |                                                |                                           |                                           |  |  |  |  |  |  |
|                                    |                                    |                                      |                                      |                                      |                                      |                                      |                                      |                                     |                                     |                                      |                                      |                                      |                                      |                                      |                                      |                                   |                                   |                                   |                                   |                                   |                                   |                                |                                |                                           |                                           |                                           |                                           |                                           |                                           |                                         |                                         |                                  |                                  |                                            |                                            |                                            |                                            |                                            |                                            |                                                |                                                |                                                |                                                |                                                |                                                |                                           |                                           |  |  |  |  |  |  |
|                                    |                                    |                                      |                                      |                                      |                                      |                                      |                                      |                                     |                                     |                                      |                                      |                                      |                                      |                                      |                                      |                                   |                                   |                                   |                                   |                                   |                                   |                                |                                |                                           |                                           |                                           |                                           |                                           |                                           |                                         |                                         |                                  |                                  |                                            |                                            |                                            |                                            |                                            |                                            |                                                |                                                |                                                |                                                |                                                |                                                |                                           |                                           |  |  |  |  |  |  |
|                                    |                                    |                                      |                                      |                                      |                                      |                                      |                                      |                                     |                                     |                                      |                                      |                                      |                                      |                                      |                                      |                                   |                                   |                                   |                                   |                                   |                                   |                                |                                |                                           |                                           |                                           |                                           |                                           |                                           |                                         |                                         |                                  |                                  |                                            |                                            |                                            |                                            |                                            |                                            |                                                |                                                |                                                |                                                |                                                |                                                |                                           |                                           |  |  |  |  |  |  |
|                                    |                                    | Alexandre de Beauharnais (1760-1794) | Alexandre de Beauharnais (1760-1794) | Alexandre de Beauharnais (1760-1794) | Alexandre de Beauharnais (1760-1794) | Alexandre de Beauharnais (1760-1794) | Alexandre de Beauharnais (1760-1794) |                                     |                                     | Joséphine de Beauharnais (1763-1814) | Joséphine de Beauharnais (1763-1814) | Joséphine de Beauharnais (1763-1814) | Joséphine de Beauharnais (1763-1814) | Joséphine de Beauharnais (1763-1814) | Joséphine de Beauharnais (1763-1814) |                                   |                                   | Napoleon Bonaparte (1769-1821)    | Napoleon Bonaparte (1769-1821)    | Napoleon Bonaparte (1769-1821)    | Napoleon Bonaparte (1769-1821)    | Napoleon Bonaparte (1769-1821) | Napoleon Bonaparte (1769-1821) |                                           |                                           | Marie Louise van Oostenrijk (1791–1847)   | Marie Louise van Oostenrijk (1791–1847)   | Marie Louise van Oostenrijk (1791–1847)   | Marie Louise van Oostenrijk (1791–1847)   | Marie Louise van Oostenrijk (1791–1847) | Marie Louise van Oostenrijk (1791–1847) |                                  |                                  |                                            |                                            |                                            |                                            |                                            |                                            |                                                |                                                |                                                |                                                |                                                |                                                |                                           |                                           |  |  |  |  |  |  |
|                                    |                                    | Alexandre de Beauharnais (1760-1794) | Alexandre de Beauharnais (1760-1794) | Alexandre de Beauharnais (1760-1794) | Alexandre de Beauharnais (1760-1794) | Alexandre de Beauharnais (1760-1794) | Alexandre de Beauharnais (1760-1794) |                                     |                                     | Joséphine de Beauharnais (1763-1814) | Joséphine de Beauharnais (1763-1814) | Joséphine de Beauharnais (1763-1814) | Joséphine de Beauharnais (1763-1814) | Joséphine de Beauharnais (1763-1814) | Joséphine de Beauharnais (1763-1814) |                                   |                                   | Napoleon Bonaparte (1769-1821)    | Napoleon Bonaparte (1769-1821)    | Napoleon Bonaparte (1769-1821)    | Napoleon Bonaparte (1769-1821)    | Napoleon Bonaparte (1769-1821) | Napoleon Bonaparte (1769-1821) |                                           |                                           | Marie Louise van Oostenrijk (1791–1847)   | Marie Louise van Oostenrijk (1791–1847)   | Marie Louise van Oostenrijk (1791–1847)   | Marie Louise van Oostenrijk (1791–1847)   | Marie Louise van Oostenrijk (1791–1847) | Marie Louise van Oostenrijk (1791–1847) |                                  |                                  |                                            |                                            |                                            |                                            |                                            |                                            |                                                |                                                |                                                |                                                |                                                |                                                |                                           |                                           |  |  |  |  |  |  |
|                                    |                                    |                                      |                                      |                                      |                                      |                                      |                                      |                                     |                                     |                                      |                                      |                                      |                                      |                                      |                                      |                                   |                                   |                                   |                                   |                                   |                                   |                                |                                |                                           |                                           |                                           |                                           |                                           |                                           |                                         |                                         |                                  |                                  |                                            |                                            |                                            |                                            |                                            |                                            |                                                |                                                |                                                |                                                |                                                |                                                |                                           |                                           |  |  |  |  |  |  |
| Lodewijk Napoleon (1778–1846)      | Lodewijk Napoleon (1778–1846)      | Lodewijk Napoleon (1778–1846)        | Lodewijk Napoleon (1778–1846)        | Lodewijk Napoleon (1778–1846)        | Lodewijk Napoleon (1778–1846)        |                                      |                                      | Hortense de Beauharnais (1783-1837) | Hortense de Beauharnais (1783-1837) | Hortense de Beauharnais (1783-1837)  | Hortense de Beauharnais (1783-1837)  | Hortense de Beauharnais (1783-1837)  | Hortense de Beauharnais (1783-1837)  |                                      |                                      |                                   |                                   |                                   |                                   |                                   |                                   | Napoleon II (1811-1832)        | Napoleon II (1811-1832)        | Napoleon II (1811-1832)                   | Napoleon II (1811-1832)                   | Napoleon II (1811-1832)                   | Napoleon II (1811-1832)                   |                                           |                                           |                                         |                                         |                                  |                                  |                                            |                                            |                                            |                                            |                                            |                                            |                                                |                                                |                                                |                                                |                                                |                                                |                                           |                                           |  |  |  |  |  |  |
| Lodewijk Napoleon (1778–1846)      | Lodewijk Napoleon (1778–1846)      | Lodewijk Napoleon (1778–1846)        | Lodewijk Napoleon (1778–1846)        | Lodewijk Napoleon (1778–1846)        | Lodewijk Napoleon (1778–1846)        |                                      |                                      | Hortense de Beauharnais (1783-1837) | Hortense de Beauharnais (1783-1837) | Hortense de Beauharnais (1783-1837)  | Hortense de Beauharnais (1783-1837)  | Hortense de Beauharnais (1783-1837)  | Hortense de Beauharnais (1783-1837)  |                                      |                                      |                                   |                                   |                                   |                                   |                                   |                                   | Napoleon II (1811-1832)        | Napoleon II (1811-1832)        | Napoleon II (1811-1832)                   | Napoleon II (1811-1832)                   | Napoleon II (1811-1832)                   | Napoleon II (1811-1832)                   |                                           |                                           |                                         |                                         |                                  |                                  |                                            |                                            |                                            |                                            |                                            |                                            |                                                |                                                |                                                |                                                |                                                |                                                |                                           |                                           |  |  |  |  |  |  |
|                                    |                                    |                                      |                                      |                                      |                                      |                                      |                                      |                                     |                                     |                                      |                                      |                                      |                                      |                                      |                                      |                                   |                                   |                                   |                                   |                                   |                                   |                                |                                |                                           |                                           |                                           |                                           |                                           |                                           |                                         |                                         |                                  |                                  |                                            |                                            |                                            |                                            |                                            |                                            |                                                |                                                |                                                |                                                |                                                |                                                |                                           |                                           |  |  |  |  |  |  |
|                                    |                                    |                                      |                                      | Napoleon III (1808-1873)             |                                      |                                      |                                      |                                     |                                     |                                      |                                      |                                      |                                      |                                      |                                      |                                   |                                   |                                   |                                   |                                   |                                   |                                |                                |                                           |                                           |                                           |                                           |                                           |                                           |                                         |                                         |                                  |                                  |                                            |                                            |                                            |                                            |                                            |                                            |                                                |                                                |                                                |                                                |                                                |                                                |                                           |                                           |  |  |  |  |  |  |

## Hortense in film en televisie
Hortense de Beauharnais kwam als personage voor in diverse Franse film- en televisieproducties over Napoleon en werd geportretteerd door diverse actrices.
| Jaar | Naam                                  | Opmerkingen                              | Vertolkt door                       |
| ---- | ------------------------------------- | ---------------------------------------- | ----------------------------------- |
| 1937 | Les Perles de la couronne             | Film van Sacha Guitry en Christian-Jaque | Huguette Duflos                     |
| 1938 | A Royal Divorce                       | Film van Jack Raymond                    | Rosalyn Boulter                     |
| 1955 | Napoléon                              | Film van Sacha Guitry                    | Micheline Presle                    |
| 1974 | Napoleon and Love                     | Televisieserie van Philip Mackie         | Sorcha Cusack                       |
| 1979 | Joséphine ou la Comédie des ambitions | Televsiefilm van Robert Mazoyer          | Véronique Delbourg                  |
| 2002 | Napoléon                              | Film van Yves Simoneau                   | Ludivine Sagnier                    |
| 2023 | Napoleon                              | Film van Ridley Scott                    | Erin Ainsworth en Isabella Brownson |

- Bibsys: 90641979
- Biblioteca Nacional de España: XX1046215
- Bibliothèque nationale de France: cb12564000h (data)
- Biografisch Portaal: 03711530
- Gemeinsame Normdatei: 118553720
- Historisch woordenboek van Zwitserland: 041453
- International Standard Name Identifier: 0000 0001 0911 7123
- Library of Congress Control Number: n84078646
- MusicBrainz: b6aa7704-4b47-446e-b932-61bc3bdeb496
- Nationale Bibliotheek van Tsjechië: jo2017944465
- Nationale bibliotheek van Australië: 56970865
- Nationale Bibliotheek van Israël: 987007277947905171
- Nationale Bibliotheek van Polen: a0000001187623
- Nederlandse Thesaurus van Auteursnamen: 070259348
- RKD-Nederlands Instituut voor Kunstgeschiedenis: 5358
- Istituto Centrale per il Catalogo Unico: LO1V144948
- LIBRIS: 300839
- SIKART: 13076187
- SNAC: w6p2868t
- Système universitaire de documentation: 034941010
- Trove: 1677233
- Union List of Artist Names: 500115687
- Virtual International Authority File: 315678692
- WorldCat: E39PBJgt8D6K6VXmXrqwmH63Qq